# Аук-Буляк
Ау́к-Буля́к (рос. Аук-Буляк, башк. Ауыҡ-Бүләк) — присілок у складі Татишлинського району Башкортостану, Росія. Входить до складу Бадряшевської сільської ради.
Населення — 133 особи (2010; 129 у 2002).
Національний склад:
- башкири — 95 %